# Fissidens integrifolius
Fissidens integrifolius är en bladmossart som beskrevs av W. P. Schimper och C. Müller 1897. Fissidens integrifolius ingår i släktet fickmossor, och familjen Fissidentaceae. Inga underarter finns listade i Catalogue of Life.